# 초 고열왕
초 고열왕(楚 考烈王, ? ~기원전 238년, 재위: 기원전 262년 ~ 기원전 238년)은 중국 전국 시대 초나라의 39대 군주이자 23대 왕으로, 성은 미(羋), 씨는 웅(熊), 휘는 원(元) 또는 완(完)이다. 경양왕의 아들로, 그의 대에 전국사군자의 한 사람인 춘신군 황헐이 활약하였다.
고열왕 25년(기원전 238년)에 죽어, 아들 태자 한이 뒤를 이어 왕이 되었다(유왕).

## 참고 문헌
| 전임 아버지 경양왕 웅횡 | 제39대 초나라의 군주 기원전 262년 ~ 기원전 238년 | 후임 아들 유왕 웅한 |

| 전임 초 경양왕 | 제23대 초나라 국왕 기원전 262년 ~ 기원전 238년 | 후임 초 유왕 |